# Volvo LV4

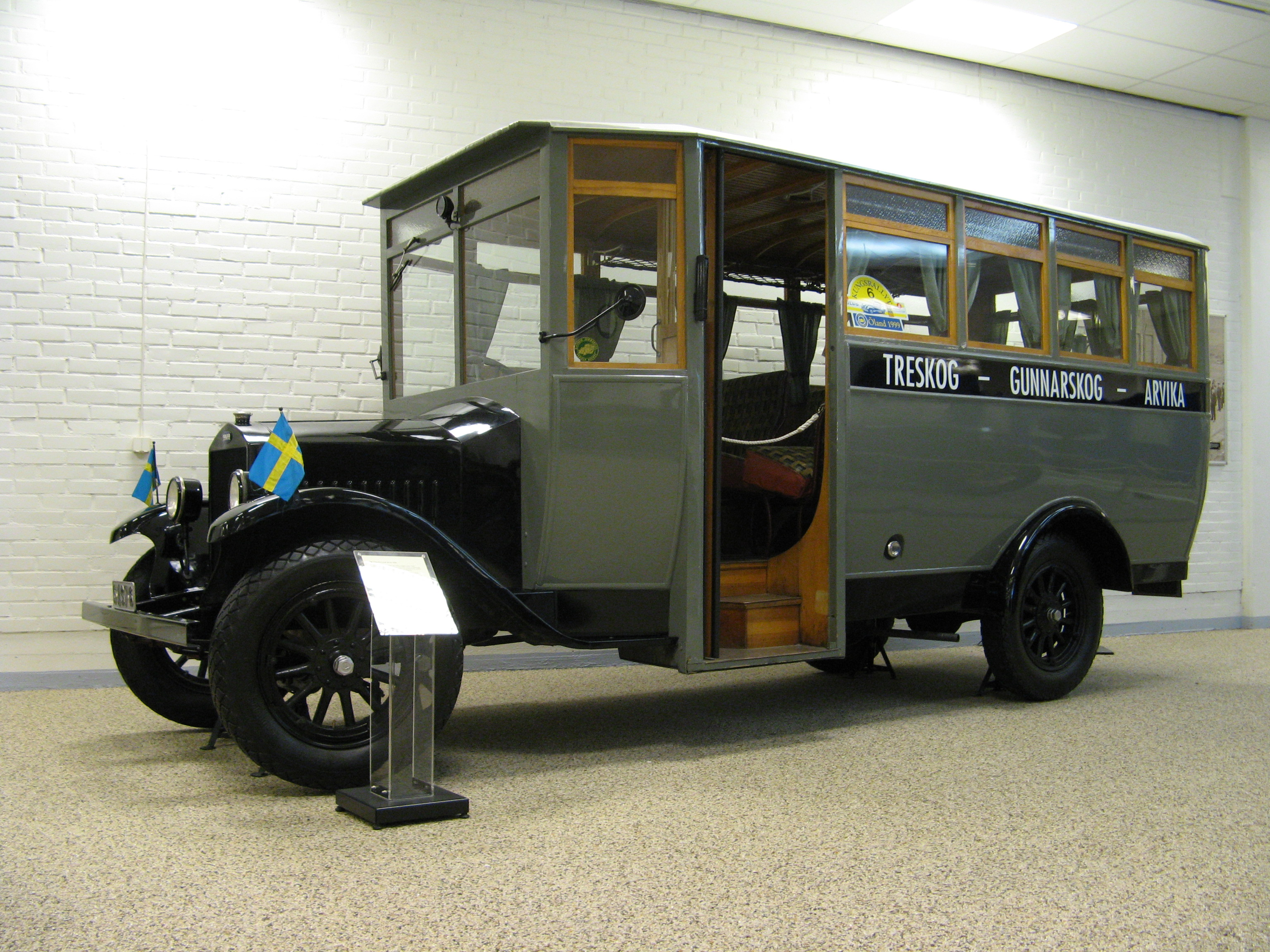
Автобус Volvo LV45

Volvo LV4 — среднетоннажный грузовой автомобиль, выпускавшийся шведским автопроизводителем Volvo Trucks в 1928—1930 годах. Название LV обозначает LastVagn, цифра 4 обозначает количество цилиндров двигателя.

## История
В начале 1928 года компания Volvo Trucks представила автомобиль Volvo LV1, который схож с автомобилями Volvo ÖV4/PV4. Автомобиль оснащён четырёхцилиндровым двигателем внутреннего сгорания с боковым расположением клапанов и трёхступенчатой механической трансмиссией. Колёсная база варьируется от 3000 до 3700 мм. По сравнению с легковыми автомобилями, автомобиль Volvo LV4 продавался успешно.
Осенью 1928 года компания Volvo Trucks представила автомобиль Volvo LV2, на базе которого был произведён автобус Volvo LV45.